# Jaylen Sims
Jaylen Terelle Sims, född 11 december 1998 i Charlotte i North Carolina, är en amerikansk professionell basketspelare (SG) som spelar för Charlotte Hornets i National Basketball Association (NBA).
Han blev aldrig NBA-draftad.
Innan Sims blev proffs studerade han vid University of North Carolina at Wilmington och spelade för universitetets idrottsförening UNC Wilmington Seahawks.